# Air Malta
«Air Malta» — основна мальтійська авіакомпанія. Базується в муніципалітеті Луа, в Міжнародному аеропорту Мальти. Здійснює рейси за 36 напрямкам в Європу та Північну Африку.

## Історія компанії
Авіакомпанія «Air Malta» була заснована 1973 року за рішенням мальтійського парламенту та здійснює рейси з квітня 1974 року.
«Air Malta» підтримує партнерські відносини та проводить спільні польоти з авіакомпанією Lufthansa, яка займається технічним обслуговуванням в аеропорту Мальти. «Air Malta» володіє пакетом акцій авіакомпанії «Medavia», що здійснює перельоти переважно в межах Лівії.

## Посилання

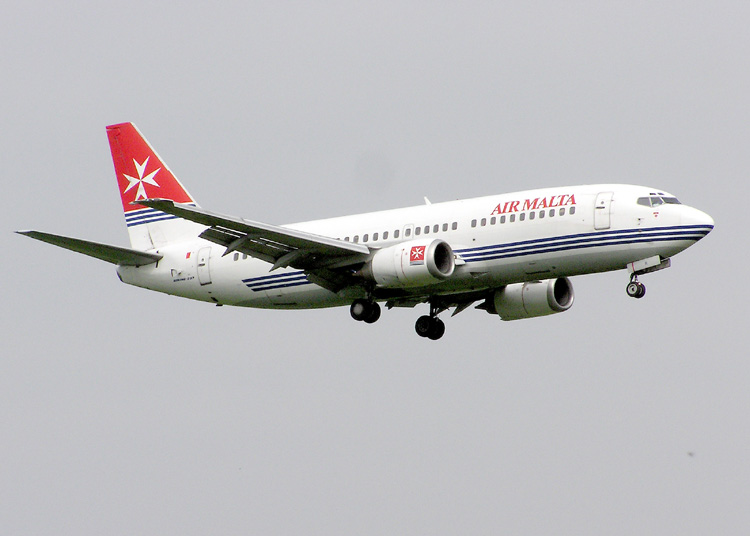
Літак Air Malta